# KPMG Dänemark
KPMG Dänemark war bis 2013 eine Wirtschaftsprüfungs- und Unternehmensberatungsgesellschaft der KPMG. Sie hatte einen Umsatz von 1.546.000.000 Dänische Kronen. Etwa 1500 Mitarbeiter hatte die Gesellschaft, davon waren 150 Partner. In Dänemark hatte man drei Büros und war am Wirtschaftsprüfungsmarkt die Nummer 3. 2011 hatte Baker Tilly Dänemark KPMG Randers gekauft. Im Jahr 2013 gaben KPMG Dänemark und EY Dänemark bekannt, sich unter dem Dach der EY zusammenzuschließen. Diese neue Gesellschaft wäre dann die Nummer 2 der dänischen Wirtschaftsprüfer. Nach dem Zusammenschluss wurde geprüft, ob es illegale Absprachen schon vor der Absichtserklärung gegeben hatte. Die dänische Justiz legte den Fall dem EuGH vor, welcher jedoch keine Illegalen Absprachen in dem Geschäft sah.
Nach dem 2014 erfolgten Zusammenschluss gründete sich eine neue KPMG-Gesellschaft in Dänemark, deren Hauptsitz am Amerika Plads liegt.